# Resultados do Carnaval de Corumbá em 2015
Os Resultados do Carnaval de Corumbá em 2015 foram divulgados no dia 18 de fevereiro, a escola Império do Morro se sagrou campeã com o enredo: A Império canta a ecologia – O futuro do planeta em nossas mãos.

## Grupo Especial
| Posição | Escola                   | Pontos | Nota      | Ref.        |
| ------- | ------------------------ | ------ | --------- | ----------- |
| 1º      | Império do Morro         | 176,9  |           | [ 1 ] [ 2 ] |
| 2º      | Vila Mamona              | 176    |           | [ 2 ]       |
| 3º      | Marquês de Sapucaí       | 175,5  |           | [ 2 ]       |
| 4º      | Mocidade da Nova Corumbá | 175,3  |           | [ 2 ]       |
| 5º      | A Pesada                 | 174,1  | Rebaixada | [ 2 ]       |
| 6º      | Acadêmicos do Pantanal   | 167,2  | Rebaixada | [ 2 ]       |

## Grupo de acesso
| Posição | Escola                       | Pontos | Nota      | Ref.              |
| ------- | ---------------------------- | ------ | --------- | ----------------- |
| 1º      | Estação Primeira do Pantanal | 175,4  | Promovida | [ 1 ] [ 3 ] [ 4 ] |
| 2º      | Imperatriz Corumbaense       | 174,8  |           | [ 4 ]             |
| 3º      | Caprichosos de Corumbá       | 173,8  |           | [ 4 ]             |
| 4º      | Major Gama                   | 163,1  |           | [ 4 ]             |